# ノースバンク地方
北岸地方（ほくがんちほう、North Bank Division）は、ガンビアの州。面積2,256km²、人口22万1054人（2013年）。州都はケレワン。

## 隣接行政区画
- ファティック州
- カオラック州
- ガンビア川中流地方
- ガンビア川下流地方
- 西海岸地方 (ガンビア)
- バンジュール

## 下位行政区画
北岸地方は上バディブ、中バディブ、下バディブ、上ニウミ、下ニウミ、ジョカドゥの6地区からなる。